# Brand-Laaben
Brand-Laaben is een gemeente in de Oostenrijkse deelstaat Neder-Oostenrijk, gelegen in het district Sankt Pölten-Land (PL). De gemeente heeft ongeveer 1200 inwoners.

## Geografie
Brand-Laaben heeft een oppervlakte van 34,61 km². Het ligt in het noordoosten van het land, ten westen van de hoofdstad Wenen en in de buurt van de deelstaathoofdstad Sankt Pölten.

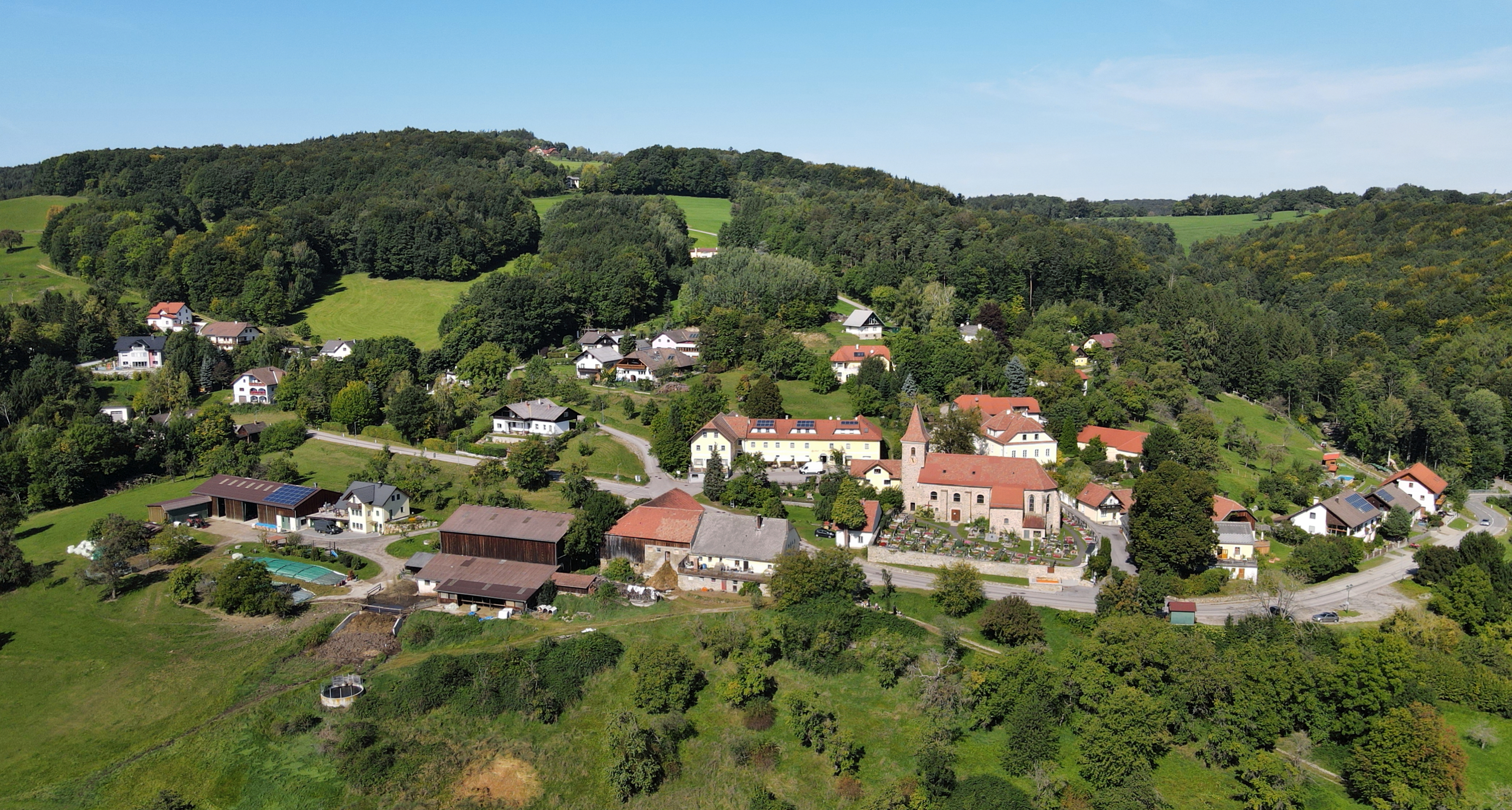
Het dorp Bran
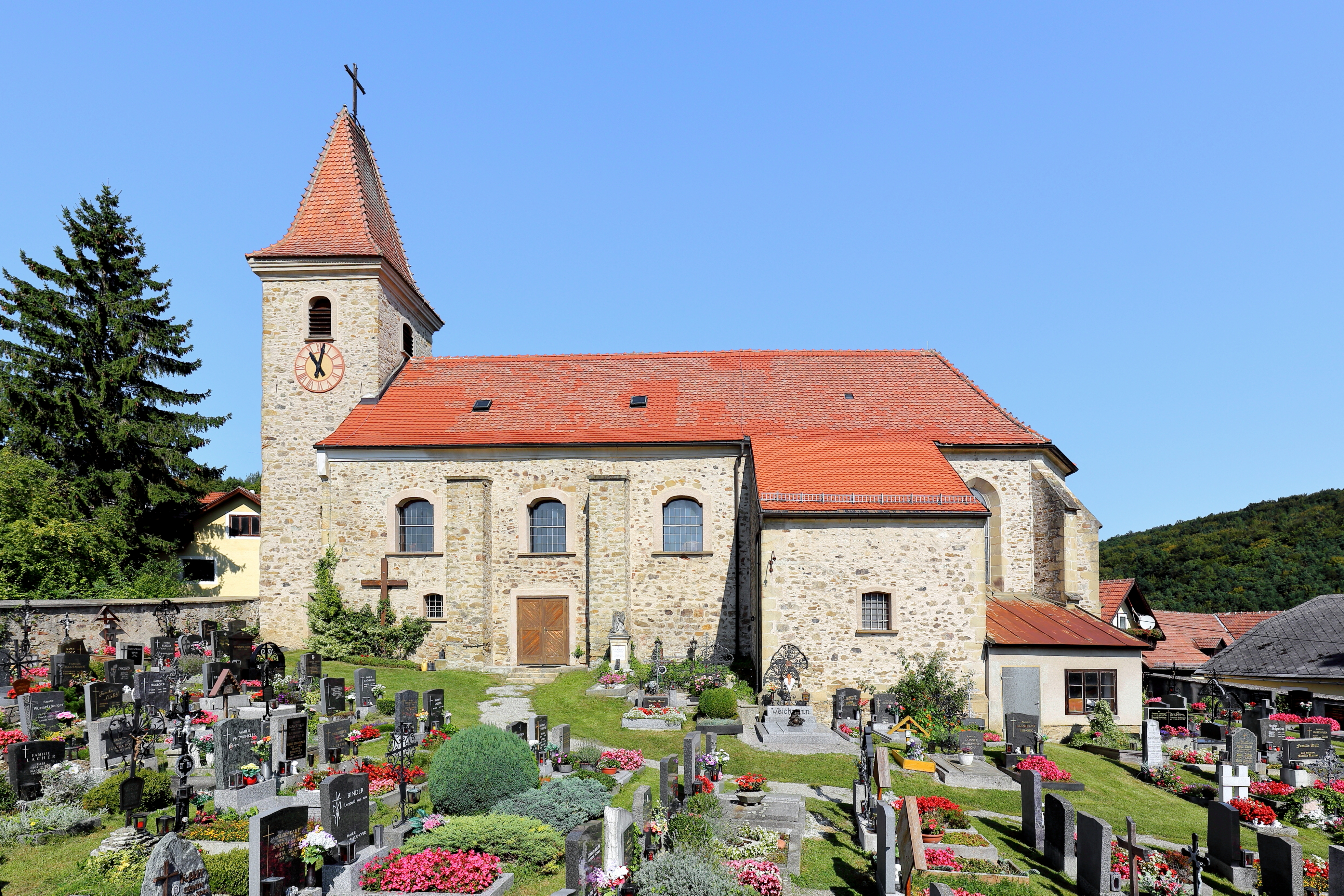
Kerk

Altlengbach · Asperhofen · Böheimkirchen · Brand-Laaben · Eichgraben · Frankenfels · Gerersdorf · Hafnerbach · Haunoldstein · Herzogenburg · Hofstetten-Grünau · Inzersdorf-Getzersdorf · Kapelln · Karlstetten · Kasten bei Böheimkirchen · Kirchberg an der Pielach · Kirchstetten · Loich · Maria-Anzbach · Markersdorf-Haindorf · Michelbach · Neidling · Neulengbach · Neustift-Innermanzing · Nußdorf ob der Traisen · Ober-Grafendorf · Obritzberg-Rust · Perschling · Prinzersdorf · Pyhra · Rabenstein an der Pielach · Schwarzenbach an der Pielach · St. Margarethen an der Sierning · Statzendorf · Stössing · Traismauer · Weinburg · Wilhelmsburg · Wölbling
- Gemeinsame Normdatei: 4738693-9
- Virtual International Authority File: 240107212
- WorldCat: E39PBJdRtHB6cdMqgK7DYwqmh3